# 歇爾貝克
卡尔·约翰·舒斯特（英語：Jeff Bhasker；1985年2月1日—），以艺名希尔贝克（Shellback）知名，是一名瑞典音樂制作人、詞曲作家及歌手。希尔贝克出生於瑞典卡爾斯港。在音樂生涯的開端，他曾擔任過鼓手，並參與過一些獨立搖滾和死亡旋律金屬歌曲的演唱。在16歲時，希尔贝克通過朋友尤利乌斯結識了马克斯·马丁，但他當時對流行音樂沒有太多興趣。尤利乌斯將舒斯特尔的一些獨立搖滾和死亡旋律金屬樣本唱片傳給馬丁。2006年，馬丁邀請希尔贝克去斯德哥爾摩的錄音室錄製樣本唱片。次年，希尔贝克與馬丁的製作公司Maratone簽約。
自簽約以來，希尔贝克與馬丁合作創作了許多歌曲。他們首次合作創作的歌曲是粉红佳人的〈那又怎樣〉和布蘭妮·斯皮爾斯的〈如果你找到Amy〉。至今，舒斯特尔已贏得四項葛萊美獎。